# Daniel Zapata
Daniel Antonio Zapata (Atlántida; 22 de marzo de 1959) es un exfutbolista hondureño que jugaba de defensa. Jugó toda su carrera con el Olimpia de la Liga Nacional de Honduras, ganando varios títulos.

## Palmarés

### Títulos nacionales
| Título        | Equipo  | País     | Año     |
| ------------- | ------- | -------- | ------- |
| Liga Nacional | Olimpia | Honduras | 1982-83 |
| Liga Nacional | Olimpia | Honduras | 1984-85 |
| Liga Nacional | Olimpia | Honduras | 1986-87 |
| Liga Nacional | Olimpia | Honduras | 1987-88 |
| Liga Nacional | Olimpia | Honduras | 1989-90 |

### Títulos internacionales
| Título                           | Equipo  | País     | Año  |
| -------------------------------- | ------- | -------- | ---- |
| Copa de Campeones de la Concacaf | Olimpia | Honduras | 1988 |